# Tutulus

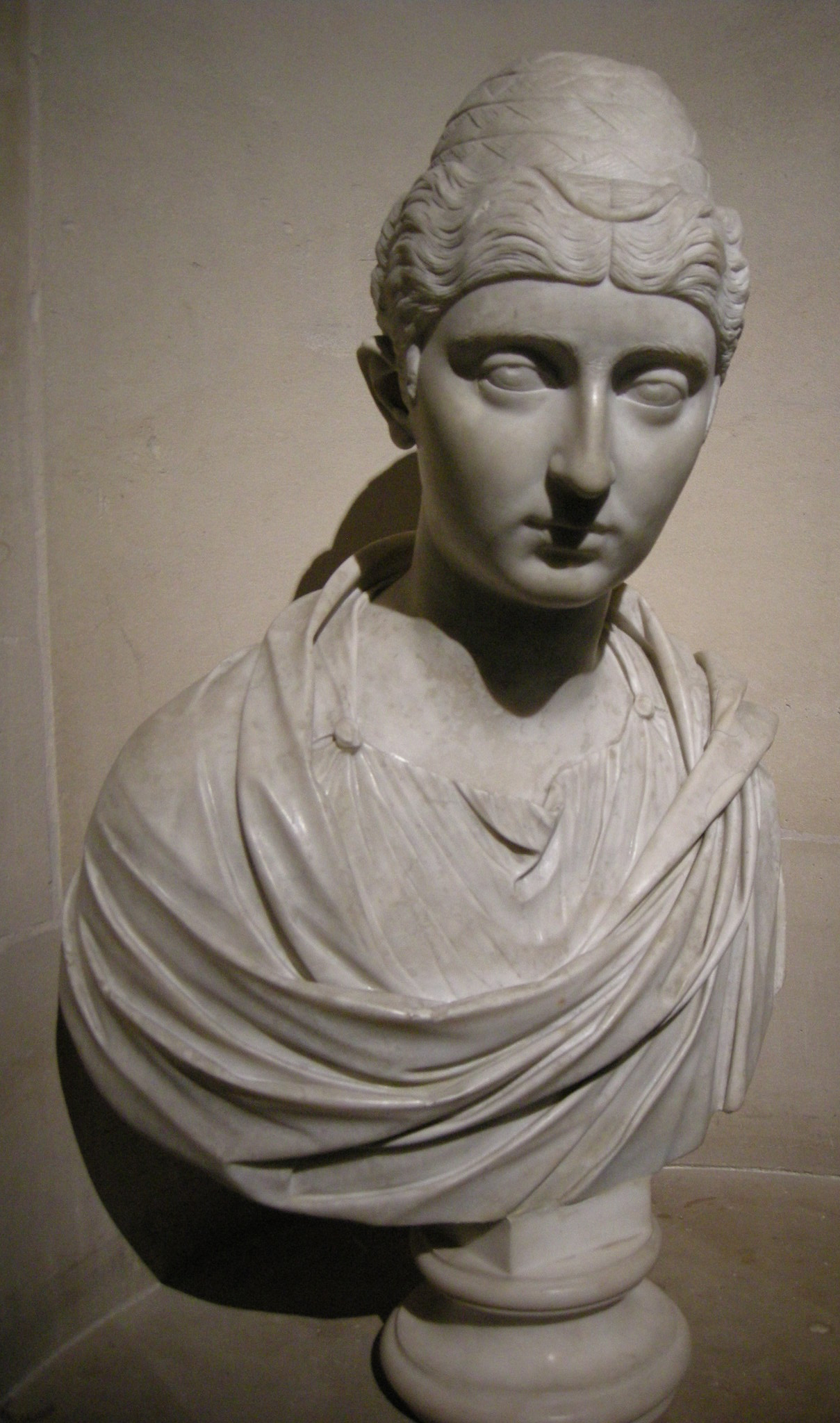
Faustina die Ältere mit Tutulus-Frisur

Der Tutulus war im antiken Rom eine besondere, vor allem von der Flaminica, der Gattin eines flamen genannten Staatspriesters, getragene Haartracht. Es handelt sich um eine Hochfrisur aus zusammen geschlungenen oder ineinander geknüpften Haarflechten, die mit purpurnen Bändern gehalten wurden, so dass sie schließlich eine kegelartige Form hatte.
Ursprünglich war es eine archaische Frisur, die aus dem 6. und 5. Jahrhundert v. Chr. als einfache Haartracht der etruskischen Frau bekannt ist. In historischer Zeit aber war der Tutulus eine Haartracht der mater familias, der vornehmen römischen Dame und Herrin des Hauses. Anspielungen in der Literatur zufolge scheint sich der Tutulus bei diesen manchmal zu erstaunlicher Höhe aufgetürmt zu haben.
Tutulus bezeichnete zudem eine Haube oder Kappe in Form eines abgerundeten Kegels, die als Kopfbedeckung mit einem unter dem Kinn gebundenen Band von den flamines getragen wurde, um zu verhindern, dass bei einer Weihehandlung der Kopf versehentlich entblößt wurde. Solche Kappen sieht man auch bei etruskischen Statuetten. Doch bestehen einige Unklarheiten, da mehrere Bezeichnungen für priesterlich Kopfbedeckungen überliefert sind (neben tutulus gibt es apex, galerus und albogalerus), die bildlichen Darstellungen unterschiedliche Formen zeigen und die genaue Zuordnung daher schwierig ist.